# Tetranychus marianae
Tetranychus marianae är en spindeldjursart som beskrevs av McGregor 1950. Tetranychus marianae ingår i släktet Tetranychus och familjen Tetranychidae. Inga underarter finns listade i Catalogue of Life.